# Oporto (vino)
El vino de Oporto (en portugués: Vinho do Porto), o simplemente oporto, es un vino fortificado fabricado principalmente en la ciudad homónima de Portugal. Estos vinos nacieron en los siglos XVI y XVII, como producto de la adición de aguardiente al vino cuando está en proceso de fermentación. De este modo se consigue la estabilización del vino, logrando un vino que resistía las variantes temperaturas y humedades del largo trayecto marítimo que el comercio de la época imponía.

## Historia
El vino de Oporto se produce en los viñedos de la Región vitícola del Alto Duero, en Portugal. Antes del siglo XVII, esta región era ya conocida por sus vinos, tintos y blancos, aunque eran poco consumidos fuera de Portugal. En 1678, Inglaterra y Francia entran en guerra, ocasionando escasez de vino en el reino británico. Para hacer frente a la escasez, Inglaterra recurrió a los vinos de Portugal, su aliado de tres siglos. El vino del valle del Douro comenzó a hacerse popular en Gran Bretaña, más que nada por su ubicuidad en tiempos donde el vino francés era escaso o inexistente. Una versión sobre el origen del vino de Oporto como se conoce actualmente, dice que en 1678, comerciantes de Liverpool adoptaron una técnica utilizada en un monasterio en Lamego para modificar el vino. Esta técnica consiste en añadir brandy al vino durante la fermentación, interrumpiendo así el proceso de fermentado. El resultado es un vino con mayor contenido de alcohol (hasta 25 °G.L.), y con sabor más dulce, debido al azúcar remanente que no terminó de fermentarse.
El éxito de este tipo de vino en Gran Bretaña, llevó al establecimiento de varias casas vinícolas en Portugal, de origen británico. Para el siglo XVIII, había un monopolio británico de facto sobre la producción de oporto. Este monopolio duró hasta la fundación de la "Companhia Velha", que marcó el ingreso de los portugueses a la producción y comercialización de este vino.

## Propiedades
Los Oportos se caracterizan por su gran intensidad aromática, la presencia del alcohol, su dulzura y la tanicidad en algunas de sus categorías.
El oporto tinto se hace a partir de uvas Tinta Roriz, Tinta Borroca, Touriga y Tinta Cāo. El oporto blanco se obtiene de las uvas Malvasía Dourada, Malvasía Fina, Gouveio y Rabigato.

## Estilos

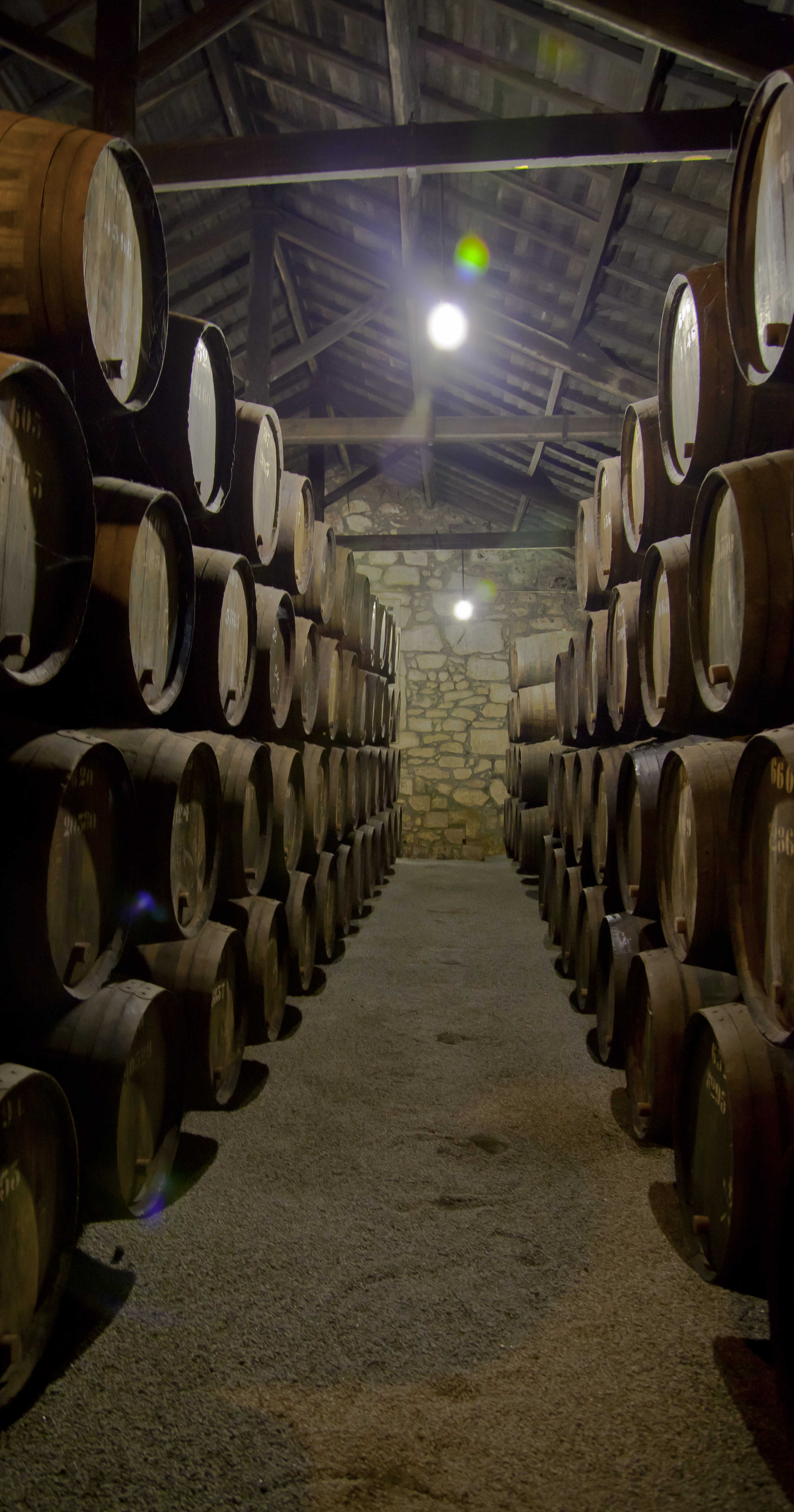
Bodega Croft, Vila Nova de Gaia, Portugal.

Según el Instituto dos Vinhos do Douro e do Porto (IVDP), estos se pueden clasificar en dos categorías principales, según el tipo de envejecimiento:
- Vinos que han sido madurados en botellas selladas, sin contacto con el aire y que experimenta lo que se conoce como maduración reductiva.
- Vinos que han sido madurados en barricas de roble, cuya permeabilidad permite cierto contacto con el oxígeno, experimentando una maduración oxidativa.

Además, el IVDP nombra otra forma de clasificar el oporto en dos categorías: los normales (ruby, tawny y blancos estándares) y los de categorías especiales.

### Ruby

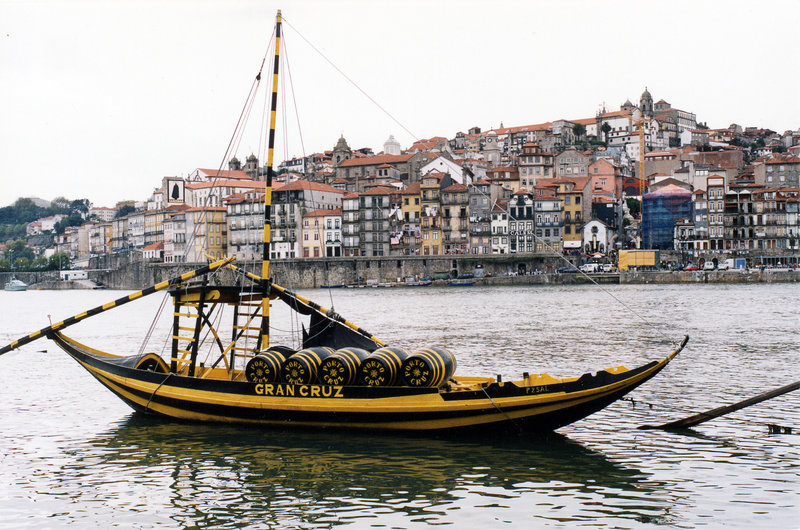
Rabelos, un tipo de barco utilizado tradicionalmente para transportar barriles de oporto por el río Duero para su almacenamiento y añejamiento en las cavas de Vila Nova de Gaia, cerca de Oporto.

El oporto ruby es el vino de Oporto más barato y de mayor producción. En los ruby lo que se pretende es mantener su color tinto, más o menos intenso, y el aroma frutal de los vinos jóvenes. Se producen a partir de variedades de uvas tintas. Después de la fermentación se almacenan en tanques de cemento o de acero inoxidable para evitar el envejecimiento oxidativo y preservar su color rojo granate. Antes de su embotellamiento, suelen mezclarse para que coincidan con el estilo de la marca en la que se va a vender. También se le suelen añadir acabados (clara de huevo, gelatina,...) para afinarlos, y luego son filtrados en frío. Esto se hace para estabilizar el aroma y garantizar una vida en botella relativamente larga. Los ruby no mejoran con la edad en botella, aunque los ruby 'prémium' son a veces envejecidos en barrica de madera durante 4 a 6 años.

#### Reserva
El término reserva es la denominación oficial reconocida por el consejo regulador de Oporto, la Câmara de Provadores, para referirse a los oportos ruby de mayor calidad. Es un término en uso desde 2002, cuando se prohibió el uso del término "vintage" para referirse a los ruby, porque estos oportos ni tienen el estilo típico del oporto vintage, ni se obtienen de una única cosecha: son habitualmente una mezcla de varias cosechas de ruby.

#### Rosado
El oporto rosado es una innovación muy reciente, introducida por primera vez en 2008 por Poças y por Croft, ambas parte de la casa Taylor Fladgate Partnership. Técnicamente, es un oporto ruby, pero se fermenta de forma parecida al vino rosado, limitando la exposición del mosto a los hollejos de las uvas, lo que causa el color rosado.

### Tawny
Son envejecidos en barricas de roble, exponiéndolos a la oxidación gradual y evaporación. Como resultado de ello van evolucionando poco a poco a un color marrón dorado. La exposición al oxígeno le imparte sabores característicos al vino, que luego se mezclan para que coincida con el estilo de la casa que lo fabrica. Son vinos dulces o semisecos, y típicamente consumidos como vinos de postre.
Cuando un oporto se describe como tawny sin indicación de edad, indica una mezcla base de vinos envejecidos en barricas durante por lo menos dos años, aunque lo habitual es que sean envejecidos durante tres años. Los tawny "reserva", producidos por Borges, Calem, Croft, Cruz, Graham, Kopke y otras casas, suelen ser envejecidos durante siete años. 
Los tawny de mayor precio son aquellos con indicación de edad, que representa la mezcla de varias cosechas. El perfil de edad, indicado en años en barrica, se indica en la etiqueta del vino, y suele ser 10, 20, 30 o 40 años. Este tipo de oportos son producidos por la mayor parte de las casas productoras de oporto.

#### Colheita
Son tawnies de una sola añada a los que se les permite indicar el año en la etiqueta, en lugar de la indicación de edad; no deben confundirse con los vintage, ya que los Colheita son envejecidos en toneles por un periodo mínimo de siete años, dando lugar a vinos con amplitudes de color que van del tinto dorado al dorado, dependiendo de su envejecimiento. Igualmente los aromas y sabores evolucionan a lo largo del tiempo originado diversos estilos de Tawnies.

### Garrafeira
Inusuales en el mercado, los Garrafeira combinan la maduración oxidativa causada por años en barrica con una maduración reductora en garrafas de vidrio. La denominación de origen exige que los garrafeira maduren en barrica de madera de tres a seis años, seguido de al menos ocho años más de maduración en vidrio, previo al embotellado. En la práctica, es frecuente que la maduración en sea mucho más larga. El principal productor de garrafeira es Niepoort. Suelen tener un aroma ahumado, producido por la precipitación de aceites, que tienden a formar una película en el vidrio de la garrafa. 

### Late Bottled Vintage (LBV)
El LBV es un estilo de oporto surgido de vinos que iban a ser destinados a ser embotellados como oporto vintage, pero que debido a la baja demanda acababan pasando en barrica más tiempo del planeado. En la actualidad, el LBV se produce envejeciendo en barrica vinos de una sola cosecha de cuatro a seis años. El vino es posteriormente embotellado, filtrado o no. El LBV pretende ofrecer parte de la experiencia de un oporto vintage sin necesidad del largo envejecimiento en botella. Sin embargo, presenta colores rojos rubí intenso y posee cuerpo.

### Vintage

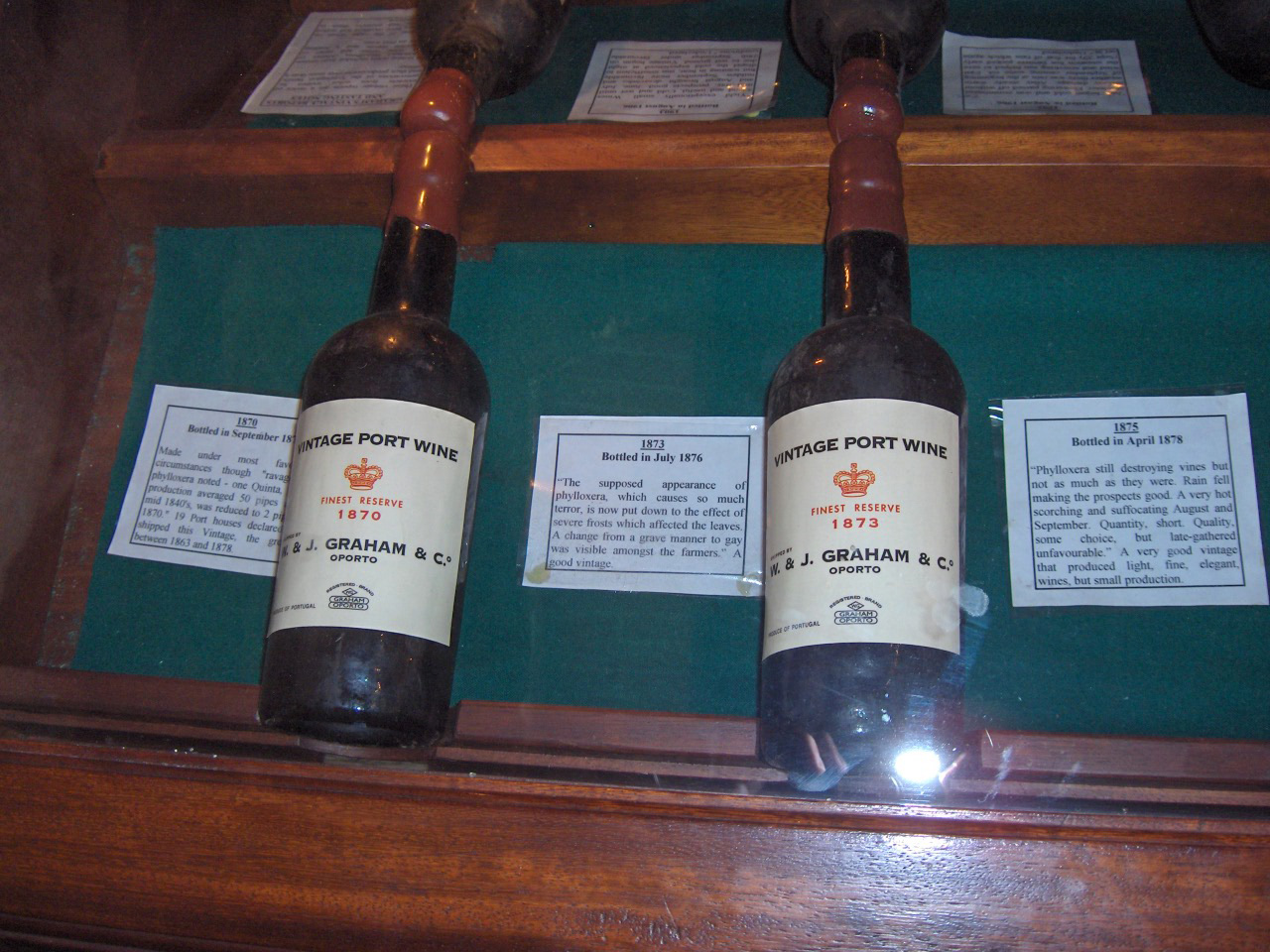
Oporto vintage de 1870 y 1873

El oporto vintage es el oporto de mayor calidad y de mayor precio. Es el único oporto que envejece en botella. Está producido con uvas de una única añada y de varias quintas, seleccionadas por su mayor calidad. Pasa en barrica un máximo de dos años y medios antes de ser embotellado, donde envejece en botella de 10 a 50 años de forma reductiva. Como pasan en barrica un período muy corto de tiempo, tienden a mantener las notas afrutadas y un color rojo oscuro intenso. A medida que el vino envejece en botella, su color evoluciona hacia tonos ámbar rico, su fruta adquiere mayor sutileza y complejidad y pierde taninos, que polimerizan formando un sedimento pesado. De hecho, gran parte del complejo carácter del oporto vintage procede de la continuada y lenta descomposición de los sólidos del vino. Estos sólidos son poco deseables, por lo que el oporto vintage debe reposar y ser filtrado antes de decantarlo y servirlo.
Suele considerarse que el oporto vintage está listo para ser consumido al cabo de unos 30 o 40 años, tras lo cual su calidad tiende a decaer. Sin embargo, los oportos vintage de las mejores cosechas tienen una vida en botella extremadamente larga. No es infrecuente que botellas de cosechas del siglo XIX estén todavía en perfectas condiciones de consumo. El oporto más antiguo todavía disponible del que se tiene constancia es un Ferreira de 1815.

Oporto vintage de 1985 con queso

El oporto vintage está producido con uvas de una sola cosecha. Las cosechas de oporto vintage no son consecutivas; el vino solo se produce de media cada dos o tres años. La decisión de "declarar" una cosecha de oporto vintage se toma dos años después de la vendimia, cuando se examina el vino conforme envejece en barrica. Si la casa productora decide que el vino de suficiente calidad, se declara la cosecha y se procede al embotellamiento del vino. Cada productor es responsable de decidir si declara una cosecha; lo habitual es que todos los productores declaren la cosecha el mismo año.
El oporto vintage se comercializa indicando únicamente el año de la cosecha ("vintage" en inglés) declarada. Mientras que el resto de tipos de oporto (ruby, tawny, LBV,...) indican su carácter en la etiqueta, el oporto vintage no lo hace. 
Aunque el oporto vintage es el oporto más reconocido, su producción es muy reducida, y por volumen e ingresos solo constituye el 2 % de la producción global de oporto.

#### Clasificación de añadas declaradas
El oporto vintage necesita considerable envejecimiento en botella antes de estar listo para ser consumido. Habitualmente, se espera un mínimo de 20 años antes de consumirlo, y su desarrollo posterior le confiere una vida en botella excepcionalmente larga, habitualmente superior a los 30-40 años. El vino de las mejores añadas adquiere todo su potencial alrededor de 40 años después de ser cosechado, lo que aumenta su coste considerablemente. A diferencia del vino de Madeira, el oporto sí decae con el tiempo: una vez pasado su período óptimo para el consumo, tiende a perder complejidad, dulzor y acidez. Las clasificación de añadas declaradas es compleja, por cuanto añadas prometedoras no envejecen necesariamente tan bien como cabría esperar. Por ello, se suele esperar unos 20 años antes de clasificarlas. Se suele considerar que las mejores añadas del último siglo son la de 1945 y la de 1994; una guía indicativa de añadas sugiere:
| - 1945 Excepcional (5*+) - 1954 Muy buena (4*) - 1960 Regular (2*) - 1963 Excepcional (5*) - 1966 Muy buena (4*+) - 1970 Buena (3*) - 1977 Excepcional (5*) - 1980 Buena (3*) - 1983 Buena (3*) | - 1985 Muy buena (4*) - 1987 Regular (2*) - 1990 Buena (3*) - 1994 Excepcional (5*+) - 1997 Muy Buena (4*) - 2000 Excepcional (5*) - 2003 Muy buena (4*+) - 2005 Muy buena (4*+) - 2007 Muy buena (4*) |

#### Single Quinta Vintage
Estos vinos son oportos vintage producidos con uvas de una sola añada y originarios de una única viña ("quinta"). Se producen cuando las casa productoras deciden no declarar una cosecha de oporto vintage, habitualmente porque la calidad de la cosecha ha sido mala. En esos casos, algunos productores prefieren embotellar el vino producido en su mejor quinta como "Single Quinta Vintage" (SWV), y envejecerlo como un oporto vintage. Aunque los SQV son vinos de alta calidad, el hecho de ser productos de cosechas inferiores tiende a hacerlos menos deseables que los oporto vintage.

### Blancos

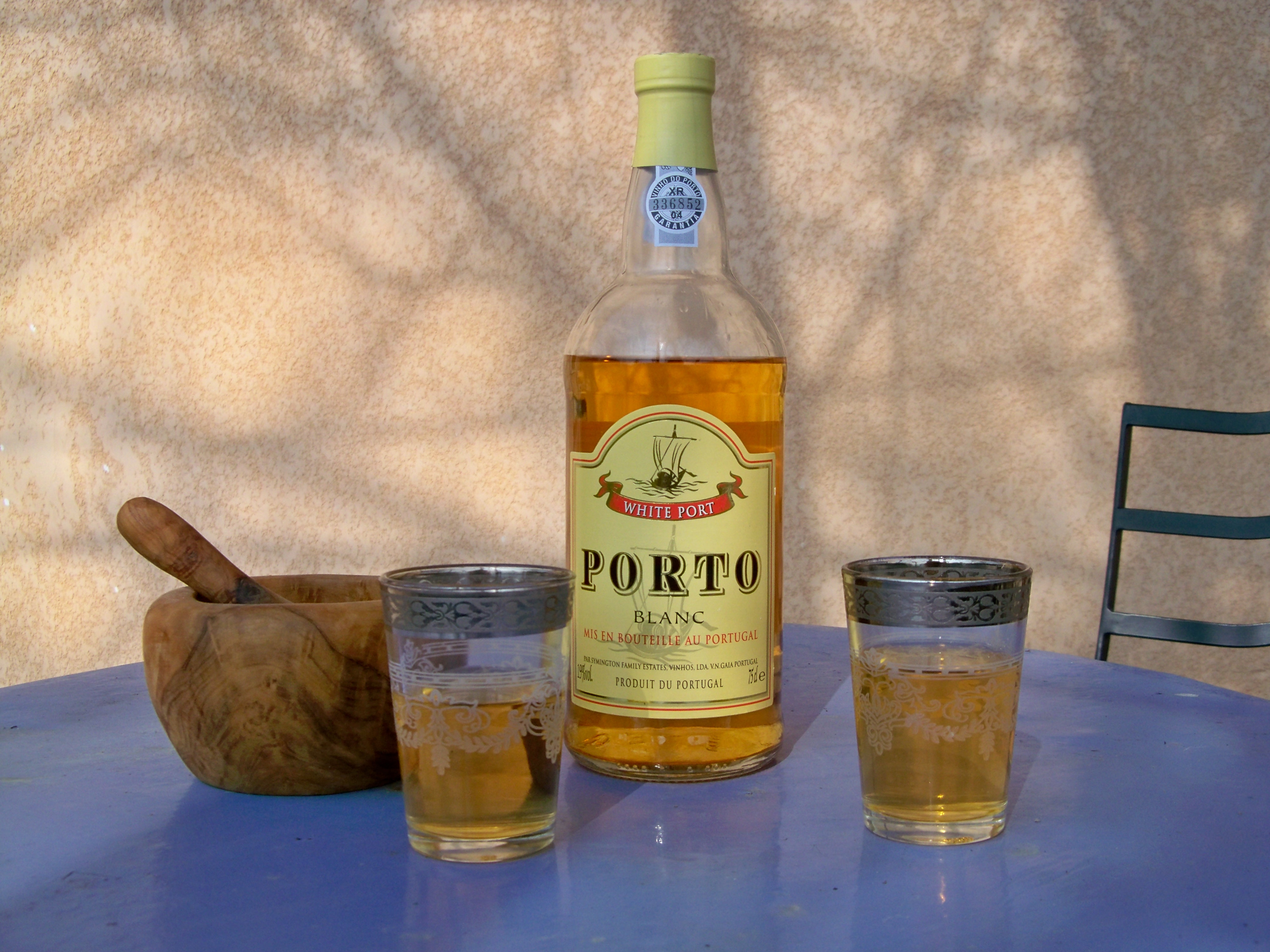
Vino de Oporto blanco.

El vino de Oporto blanco se presenta en varios estilos, relacionados con los periodos de envejecimiento más o menos prolongados y diferentes grados de dulzor, que resultan del modo como se elaboran. A los vinos tradicionales, se juntaron los vinos de aroma floral y complejo con un volumen alcohólico mínimo de 16,5 % (vino de Oporto Branco Leve Seco) capaces de responder a la demanda de vinos menos ricos en alcohol.

### Contenido de azúcar
Además de las clasificaciones anteriores, los oporto pueden ser: muy dulce, dulce, semiseco, o extra seco. La dulzura del vino constituye una opción del fabricante, condicionada por el momento de interrupción de la fermentación.

## Consumo

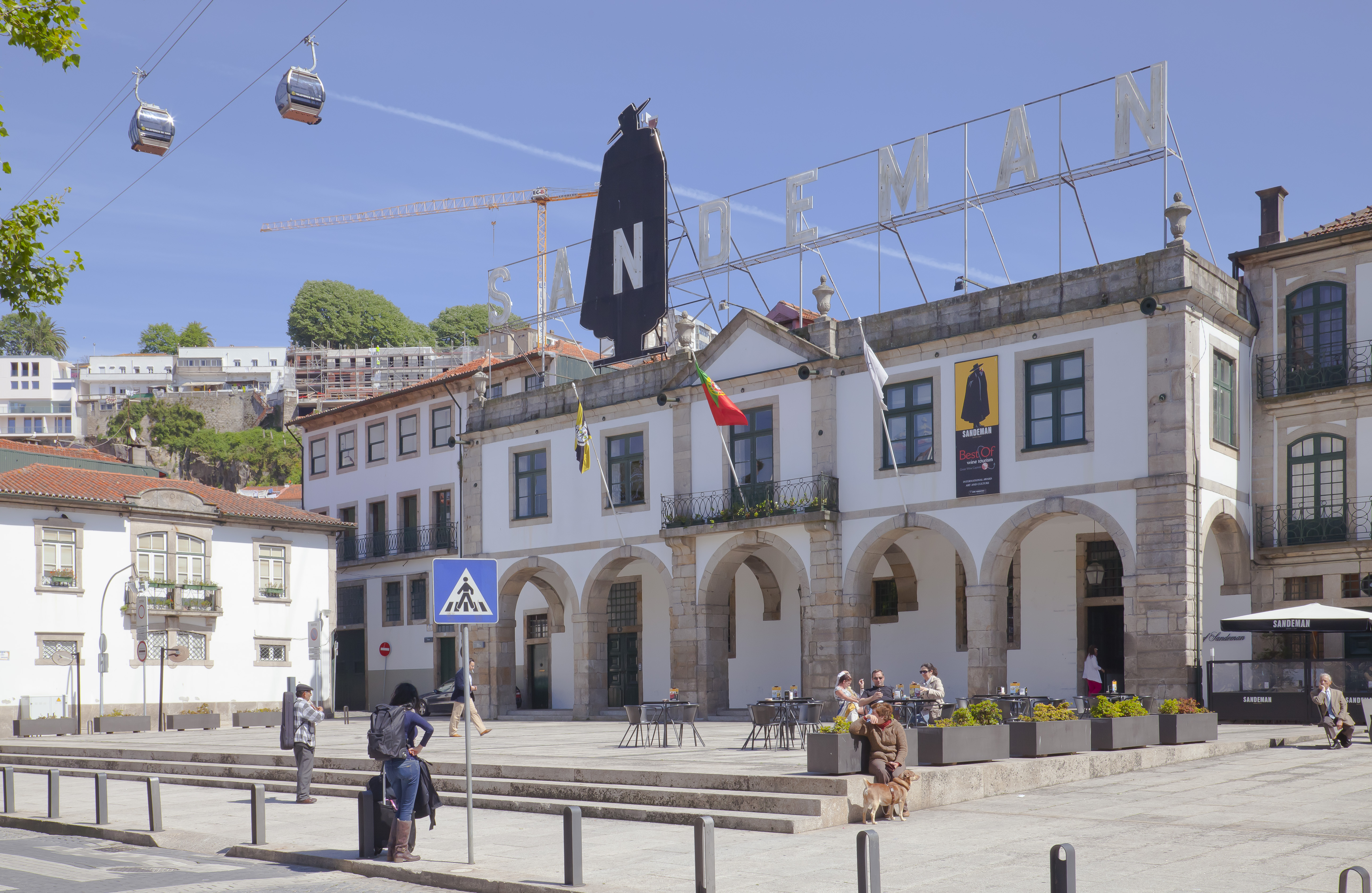
Bodega Sandeman, Vila Nova de Gaia, Portugal.

El vino de porto se puede tomar en copas tipo oporto o tipo licor en las cantidades por dosis de 2 onzas (59 ml), los varios tipos Vintage, Ruby, tawny o 10, 20 hasta 40 años, como aperitivos o como digestivos así como para acompañar postres como quesos fuertes. Estos son para disfrutar a diferentes temperaturas, lo mejor es dejar en lugar fresco y siempre acostadas, estos vinos duran años siguiendo estas indicaciones.

## Denominación de origen
Desde 1991, el Porto u Oporto es una denominación de origen protegida (PDO) ante la Unión Europea. A nivel internacional, cuenta con registro como denominación de origen, conforme al Sistema de Lisboa, ante la Organización Mundial de la Propiedad Intelectual, desde el 18 de marzo de 1983.